# بطولة تونس للكرة الطائرة للرجال 1973-1974
بطولة تونس للكرة الطائرة للرجال 1973-1974 هو الموسم رقم 19 من بطولة تونس للكرة الطائرة للرجال.

فاز بهذا الموسم النجم الأولمبي لحلق الوادي والكرم.

## روابط خارجية
- الموقع الرسمي للجامعة التونسية للكرة الطائرة.